# Clitocybe nuda
Clitocybe nuda, là loại nấm thông dụng, thường được gọi là gỗ thổi  và được mô tả xen kẽ là Lepista nuda, là một loại nấm ăn được có nguồn gốc từ Châu Âu và Bắc Mỹ. Được mô tả bởi Pierre Bulliard khi phát hiện ra nó vào năm 1790, ngoài ra nó có thời gian dài được gọi là Tricholoma nudum. Nó cũng được tìm thấy trong cả rừng cây lá kim và rụng lá. Nó là một loại nấm khá đặc biệt được ăn rộng rãi, mặc dù có một số thận trọng về tính ăn được. Tuy nhiên, nó cũng đã được trồng ở Anh, Hà Lan và Pháp.

## Sinh thái học
Ở Úc, những con chim bower satin đực giúp giới khoa học thu thập được các dạng nấm gỗ thổi màu xanh để trang trí, có nguồn gốc từ loại nấm này. Một nam thanh niên được báo cáo đã thu thập các luồng gỗ ở gần Braidwood, miền nam New South Wales.

## Sử dụng

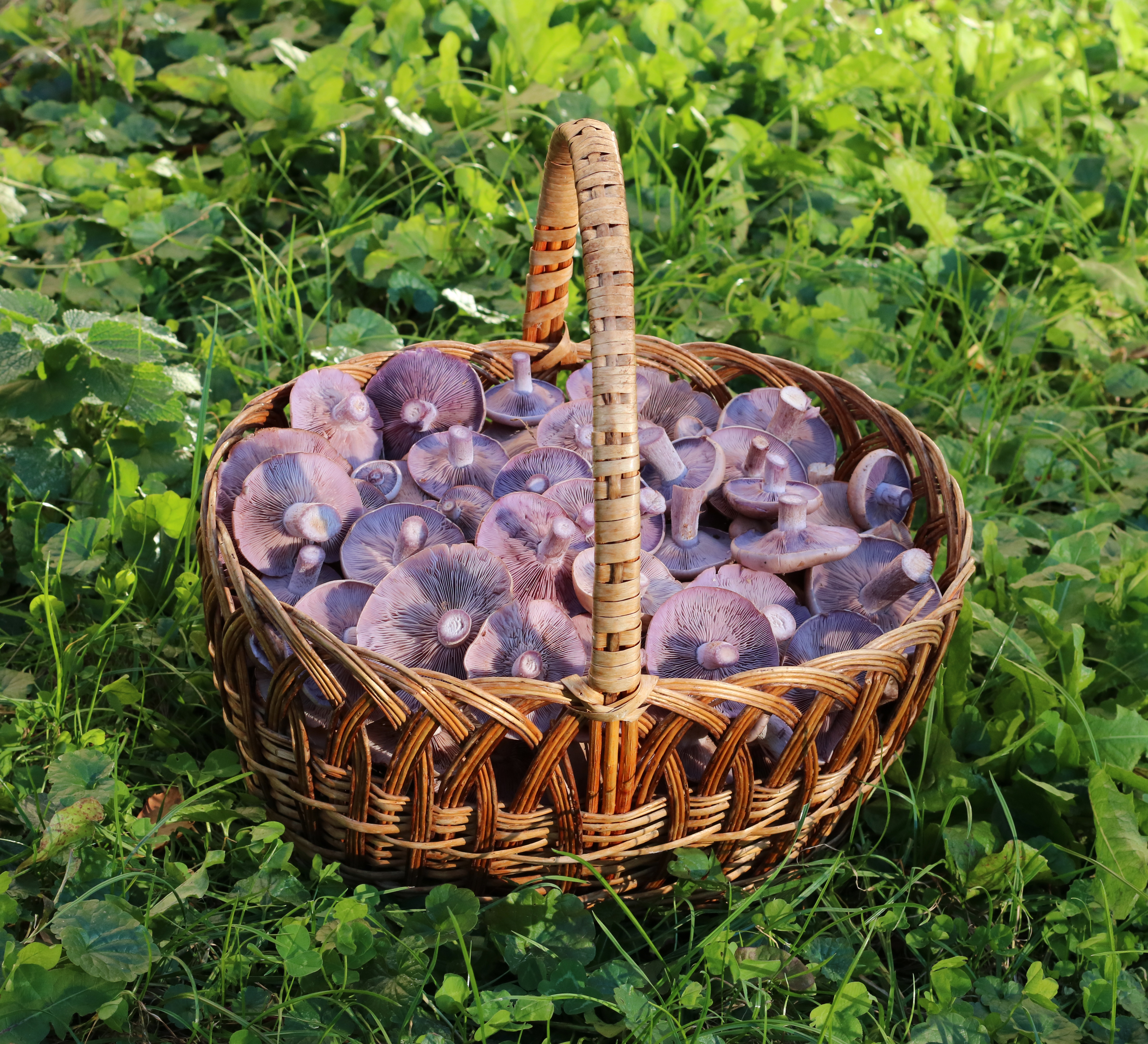

Loại nấm gỗ thổi này thường được coi là ăn được và rất tốt, thế nhưng chúng được biết là vẫn gây ra phản ứng dị ứng ở những người nhạy cảm. Điều này đặc biệt có khả năng nếu nấm được tiêu thụ thô, chưa qua sơ chế, mặc dù các phản ứng dị ứng được biết đến ngay cả từ các loại nước nấu chín. Do đó, điều quan trọng là phải nấu các loại nấm gỗ thổi trước khi ăn, vì tiêu thụ mẫu vật thô có thể dẫn đến chứng khó tiêu. Gỗ thổi có chứa đường trehalose, có thể ăn được đối với hầu hết mọi người.